# 斯特拉顿环形山
斯特拉顿环形山(Stratton)是月球背面赤道区一座古老的大型撞击坑，约形成于酒海纪，其名称取自英国天文学家弗雷德里克·约翰·马里安·斯特拉顿(Frederick John Marrian Stratton，1881年-1960年)，1970年被国际天文联合会正式批准接受。

## 描述

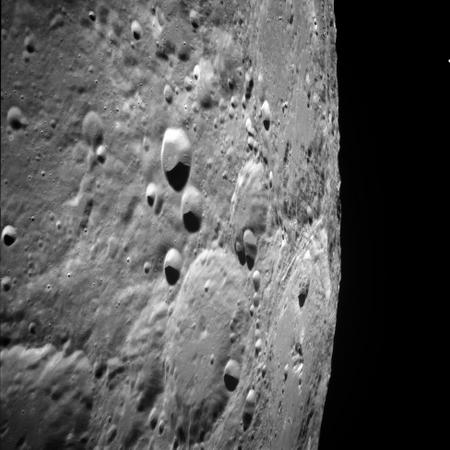
阿波罗11号拍摄，斯特拉顿环形山位于图中下方。

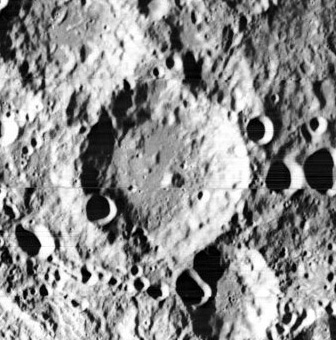
月球轨道器2号拍摄的斯特拉顿环形山

该陨坑西邻文特里斯环形山；北靠杜瓦环形山；亥维赛环形山和基勒环形山分别位于它的东南偏南和南面。该环形山的中心月面坐标为5°36′S 164°42′E / 5.6°S 164.7°E，直径69.8公里，深度2.8公里。
斯特拉顿环形山外观接近圆状，南部有一处向外的小突出部，由于后续各种陨石的多次撞击，它已被严重磨损和侵蚀。坑壁外侧坡平缓，西南侧横跨着杯形的卫星坑"斯特拉顿 Q"；宽阔的内侧坡覆盖着众多的小撞击坑；该陨坑的侧壁高出周边地形1290米，内部容积约4350公里³。碗状的坑底较为平坦，分布有一些低矮的山丘，中心点偏东南坐落着一座圆形的小中央峰。

## 卫星陨石坑
按惯例，最靠近斯特拉顿环形山的卫星坑在月图上以字母标注在该坑中心点的旁边。

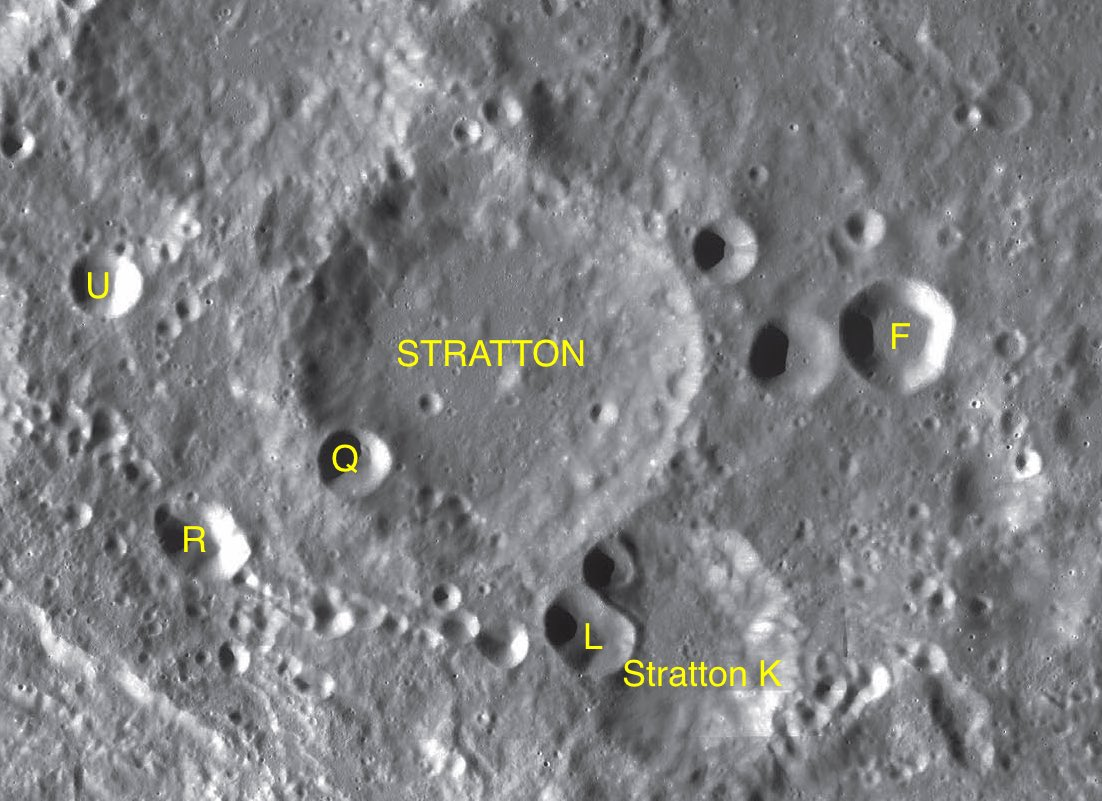
LAC-85 月面图

| 斯特拉顿 | 纬度   | 经度     | 直径    |
| -------- | ------ | -------- | ------- |
| F        | 5.5° S | 166.9° E | 22 公里 |
| K        | 7.4° S | 165.8° E | 41 公里 |
| L        | 7.2° S | 165.1° E | 13 公里 |
| Q        | 6.3° S | 163.8° E | 13 公里 |
| R        | 6.7° S | 163.0° E | 14 公里 |
| U        | 5.3° S | 162.5° E | 12 公里 |